# Rosszee
De Rosszee is een diepe baai in de Zuidelijke Oceaan in Antarctica, tussen Victorialand en Marie Byrdland. De zee werd ontdekt door James Clark Ross in 1841. Het zuidelijke deel van deze randzee wordt bedekt door het Ross-ijsplateau. Dit gebied wordt opgeëist door Nieuw-Zeeland als onderdeel van de Ross Dependency.

## Ligging
De Rosszee heeft een oppervlakte van 637.000 km². De zee wordt begrensd door land in het oosten en westen, in het zuiden door het permanent aanwezige ijs en in het noorden door de dieptelijn van 3000 meter en 69° zuiderbreedte. Ten westen van de Kaap Adare, op 170°14'OL, ligt de voorgestelde Somovzee.
Van het totaal ligt de zeebodem voor 30% minder dan 500 meter onder het zeeniveau, 40% ligt tussen de 500 en 1000 meter diep en de rest ligt dieper dan 1000 meter. In de Rosszee ligt de Rossgyre.
In de Rosszee liggen onder meer:
- de Bay of Whales
- de Dellbridge-eilanden
- de Possession-eilanden
- Ross
- Roosevelt

## Beschermd zeenatuurgebied
In oktober 2016 werd een internationaal akkoord bereikt waardoor de Rosszee een beschermd zeenatuurgebied wordt. De landen van de Europese Unie en 24 andere landen hebben dit in Australië besloten. Met een oppervlakte van 1,5 miljoen km2 is het gelijk het grootste zeenatuurgebied ter wereld. Het is een zeer ongerept stuk natuur vanwege het ontbreken van menselijke activiteiten. Het is ook een broedplaats voor orka's en walvissen en unieke soorten pinguïns, zoals de keizerspinguïn. Nieuw-Zeeland en de Verenigde Staten hebben lang gepleit voor deze status, maar Rusland hield dit tot dusver tegen. Vooral Russische en Noorse diepvriestrawlers vissen in de zee op krill. Krill is een ook belangrijke voedselbron voor walvissen, pinguïns, zeehonden en een groot aantal vissoorten. Vanaf december volgend jaar mag er in grote delen van de zee niet meer worden gevist. In de zee bloeit ook veel plankton en dat is van groot belang voor de voedselvoorziening van de omringende oceaan.

## Trivia
- De Kolossale inktvis komt voor in de Rosszee. In 2007 vingen Nieuw-Zeelandse vissers in de Rosszee een inktvis van 10 meter lang en met een gewicht van 450 kilogram.[2]